# Diadelia parobliquata
Diadelia parobliquata là một loài bọ cánh cứng trong họ Cerambycidae.